# Tilo Gutzeit
Tilo Gutzeit (* 27. Januar 1938 in Düsseldorf) ist ein ehemaliger deutscher Eiskunstläufer.
Tilo Gutzeit wurde 1955 Deutscher Meister im Eiskunstlauf der Herren. In den Folgejahren wurde er außerdem viermal Deutscher Vizemeister hinter Manfred Schnelldorfer. Im Zeitraum von 1955 bis 1960 nahm er an fünf Europameisterschaften wie auch Weltmeisterschaften teil. Bei den Europameisterschaften platzierte er sich nie schlechter als Siebter. Sein bestes Ergebnis war der fünfte Platz 1956 und 1960. Bei den Weltmeisterschaften war sein bestes Ergebnis ebenfalls der fünfte Platz, den er 1960 erreichte. Gutzeit nahm 1956 und 1960 an den Olympischen Winterspielen teil und wurde Zehnter bzw. Neunter. Er startete für die Düsseldorfer EG.
Bei den Deutschen Meisterschaften 1955 wurde ihm auf Grund eines Rechenfehlers zunächst nur die Silbermedaille zuerkannt und der erst 12-jährige Manfred Schnelldorfer zum Deutschen Meister gekürt. Der Fehler wurde erst Monate später durch den damaligen Preisrichter Werner Rittberger entdeckt, und das Ergebnis wurde korrigiert. Die Medaillen wurden ebenfalls getauscht.
Tilo Gutzeit wurde auch als möglicher Paarläufer für Marika Kilius gehandelt, nachdem sich das Paar Marika Kilius und Franz Ningel wegen der ungünstigen Größenverhältnisse trennte. Kilius entschied sich jedoch für Hans-Jürgen Bäumler.

## Ergebnisse
| Wettbewerb / Jahr        | 1955 | 1956 | 1957 | 1958 | 1959 | 1960 |
| ------------------------ | ---- | ---- | ---- | ---- | ---- | ---- |
| Olympische Winterspiele  |      | 10.  |      |      |      | 9.   |
| Weltmeisterschaften      | 13.  | 9.   |      | 7.   | 6.   | 5.   |
| Europameisterschaften    | 7.   | 5.   |      | 6.   | 6.   | 5.   |
| Deutsche Meisterschaften | 1.   | 2.   |      | 2.   | 2.   | 2.   |